# Tapís de la Fundació
El Tapís de la Fundació és un tapís realitzat per Joan Miró i Josep Royo el 1979 i que es conserva a la Fundació Joan Miró, a Barcelona.

## Història
A principis dels anys 70 Joan Miró comença a col·laborar amb Josep Royo arran d'una exposició d'aquest a la Sala Gaspar. Miró va començar a produir sobreteixims, unes obres que es troben a mig camí entre la pintura, el collage i el tapís. Més endavant, arran de l'encàrrec del Gran Tapís del World Trade Center i del Tapís de la National Gallery de Washington, Miró va decidir fer-ne un altre per a la Fundació que duu el seu nom, especialment concebut per l'espai on seria instal·lat.
Des de la seva creació l'equip de Restauració de la Fundació ha anat restaurant la part frontal de l'obra. El 2019 va ser necessària una intervenció en el dors, que es van dur a terme a la mateixa sala on està exposada l'obra. Es preveu que el 26 de març finalitzin els treballs de restauració i es permetrà als visitants excepcionalment veure'n el dors.

## Descripció
El tapís de la Fundació està fet de llana, jute, cànem i cotó i actualment presideix la primera sala de la col·lecció permanent de la Fundació Joan Miró. El tapís presenta el cromatisme mironià propi de la dècada dels anys setanta del segle xx, caracteritzat per una forta presència dels colors elementals (el blanc i el negre), combinats tant amb els colors primaris (blau, vermell i groc) com els secundaris (lila, verd, taronja i marró). A més, al tapís s'hi troba l'essència de l'obra mironiana amb la representació d'una dona (símbol de la fertilitat, de la vida) imponent i de grans peus, que ocupa gairebé tot el tapís acompanyada per un ocell (l'únic animal que connectava amb el món terrenal i el món celestial, representat per la característica lluna blava mironiana i l'estrella de vuit puntes).